# Bicosoecida

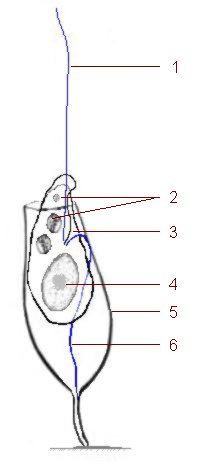
Esquema simplificado da célula de um Biocosoecea: 1. flagelo anterior, 2. fagossoma, 3. citostoma, 4. núcleo, 5. lorica, 6. flagelo posterior.

Bicosoecida (ICZN), ou Bicosoecales/Bicoecea (ICBN), é uma ordem de Bikosea, constituída por um pequeno agrupamento taxonómico, com cerca de 25 espécies de flagelados unicelulares heterocontes, incluída no grupo Heterokontophyta (Stramenopiles). Informalmente designados por bicosoecídeos, são organismos unicelulares de vida livre desprovidos de cloroplastos, com alguns géneros protegidos por uma lorica translúcida.

## Descrição
Os membros do grupo Biocosoecea são organismos heterotróficos de vida livre, com citostoma, que praticam a fagotrofia . As células são biflageladas, com ou sem mastigonemas tripartidos no flagelo anterior. A célula que constitui estes organismos carece de cloroplastos, sendo que alguns géneros se protegem com uma lorica. São organismos predominantemente sedentários, em geral ligados ao substrato pelo flagelo posterior. Podem ser solitários ou coloniais.
O nome do género tipo, Bicosoeca, um táxon descrito por Henry James Clark em 1866, é derivado de raízes no grego clássico (bikos, vaso, taça; com oekein, habitar). O composto filologicamente preferível seria Bicoeca, como "corrigido" por Samuel Friedrich Stein em 1878 e seguido pela maioria dos autores subsequentes. No entanto, de acordo com o ICBN e com as orientações da Comissão Internacional de Nomenclatura Zoológica (ICZN), a grafia original do nome não pode ser considerada incorrecta e deve ser usada em sua forma original.
Do ponto de vista filogenético, o grupo foi durante muito tempo considerado próximo das Chrysophyceae. Contudo, com o advento do uso das técnicas da filogenia molecular para resolver os relacionamentos de muitos eucariotas, a circunscrição taxonómica original dos bicosoecídeos foi amplamente expandida para incluir outras ordens, e, em consequência, a classificação mudou do nível taxonómico de ordem para o de classe.
Apesar dessas alterações de nível taxonómico, alguns autores usam o termo vernacular "bicosoecideo" (or "bicoecida") em senso estrito, apenas para Bicosoeca, aplicando "bicoeceanos" para Bicosoeca e grupos próximos como Cafeteria.

## Sistemática
O agrupamento, agrupando espécies com flagelos heterocontes, pertence claramente aos Stramenopiles. entre outros, o grupo Bicosoecida integra as seguintes famílias e géneros:
- Família Labromonadidae Cavalier-Smith 2006
  - Género Labromonas Cavalier-Smith 2006
- Família Bicosoecaceae Ritter von Stein 1878[14]
  - Género Bicosoeca H.J.Clark, 1866
  - Género Domatomonas Lackey 1939
  - Género Codomonas Lackey 1939
  - Género Hedraeophysa Kent 1880
  - Género Poteriodendron F.Stein 1878
  - Género Cantina T.Panek, A.Yabuki, I.Cepicka, K.Takishita, Y.Inagaki & B.S.Leander, 2015 (incerto)
- Família Cafeteriaceae Moestrup, 1995[15]
  - Género Acronema Teal, T.Guillemette, M.Chapman & Margulis,  (nome ilegal)
  - Género Cafeteria T.Fenchel & D.J.Patterson, 1988
  - Género Discocelis Vørs, 1988
  - Género Pseudobodo Greissmann, 1913
- Família Pseudodendromonadaceae
  - Género Cyathobodo J.B.Petersen & J.B.Hansen
  - Género Pseudodendromonas Bourrelly,
- Família Siluaniaceae S.A.Karpov, 
  - Género Adriamonas Verhagen, Zölffel, Brugerolle & D.J.Patterson
  - Género Caecitellus D.J.Patterson, K.Nygaard, G.Steinberg & Turley
  - Género Siluania Karpov,